# Matilde FitzRoy
Matilde de Inglaterra (inglés: Maud o Matilda Fitzroy), fue duquesa de Bretaña por matrimonio con Conan III de Bretaña.

## Duquesa de Bretaña
Mathilde o Maud era hija ilegítima de Enrique I Beauclerc y una de sus amantes desconocidas. Fue prometida a Conan, hijo y heredero de Alano IV de Bretaña en marzo de 1113, durante el encuentro de Ormeteau-Ferré entre este y Luis VI de Francia. El matrimonio se celebró en  algún momento de 1118 y fue la madre de sus hijos:
- Berta de Bretaña, esposa de Alain, conde de Richmond y posteriormente de Eudon II, vizconde de Porhoët ;
- Hoël ;
- Constanza, esposa de Geoffroy III de Mayena .

No obstante, Conan III renegó de Höel en su lecho de muerte, cuando ambos habían actuado juntos  “comité signum Hoelli filii» entre 1116 y 17 de septembre de 1148, en un diploma relativo al mantenimiento de los derechos del monasterio de Saint-Martin de Vertou. Conan III afirmó que era hijo bastardo de su esposa y lo sustituye en la sucesión por Conan el hijo de Berta y Alain de Richemont . Esta decisión sigue siendo un misterio. Stéphane Morin cree que esta posible ilegitimidad de Hoël propuesta por Pierre Le Baud pero ignorada por cronistas contemporáneos mejor informados, como Robert de Thorigny, es una explicación a posteriori de las maniobras de Alain el Negro, descendiente por línea masculina de los duques de Bretaña que querían expulsar a la casa de Cornualles y que habría logrado burlar Conan III. La negativa de Hoël a aceptar esta decisión acabó llevando a una guerra civil que le enfrentó de 1148 a 1154 con Eudon II de Porhoët, segundo marido de Berta de Bretaña y tutor del joven Conan IV y que acabaría causando su posterior expulsión de Nantes.
Matilde murió en 1128.